# NGC 1122
NGC 1122 este o intermediate spiral galaxy⁠(d) situată în constelația Perseu. A fost descoperită în 17 octombrie 1786 de către William Herschel. Se află la o distanță de 50,05 de megaparseci de Pământ.